# 天平體育館

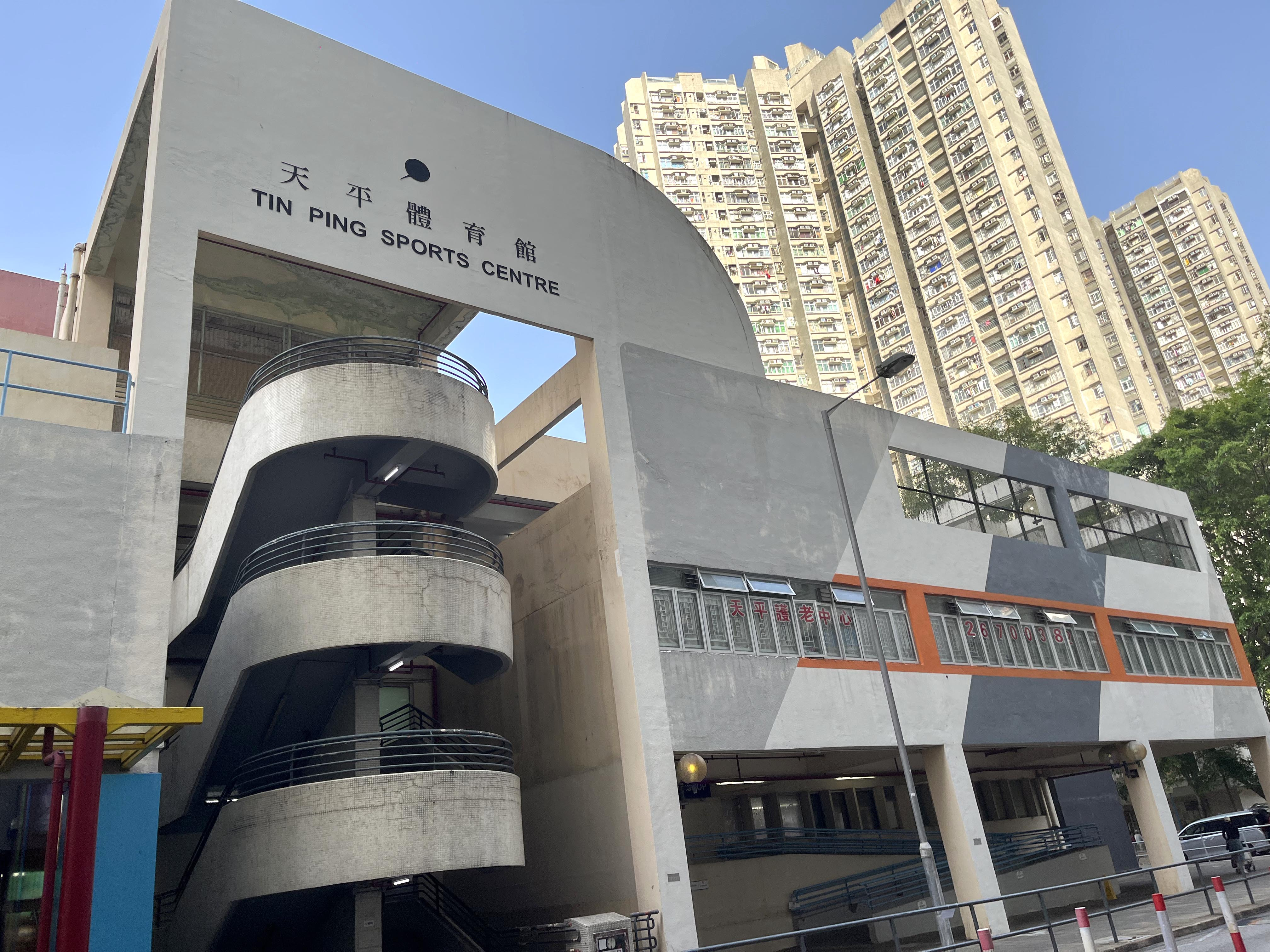
天平體育館

天平體育館（英語：Tin Ping Sports Centre）是康樂及文化事務署提供的體育館，位於香港新界北區上水天平商場3樓，毗鄰上水天平邨及安盛苑，於1989年5月1日啟用，屬非空氣調節多用途場館，該體育館因缺乏冷氣而為人詬病。

## 設施
- 一個可提供兩個羽毛球場/兩個排球場的多用途主場
- 一個多用途活動室
- 一個健身室
- 一張乒乓球桌

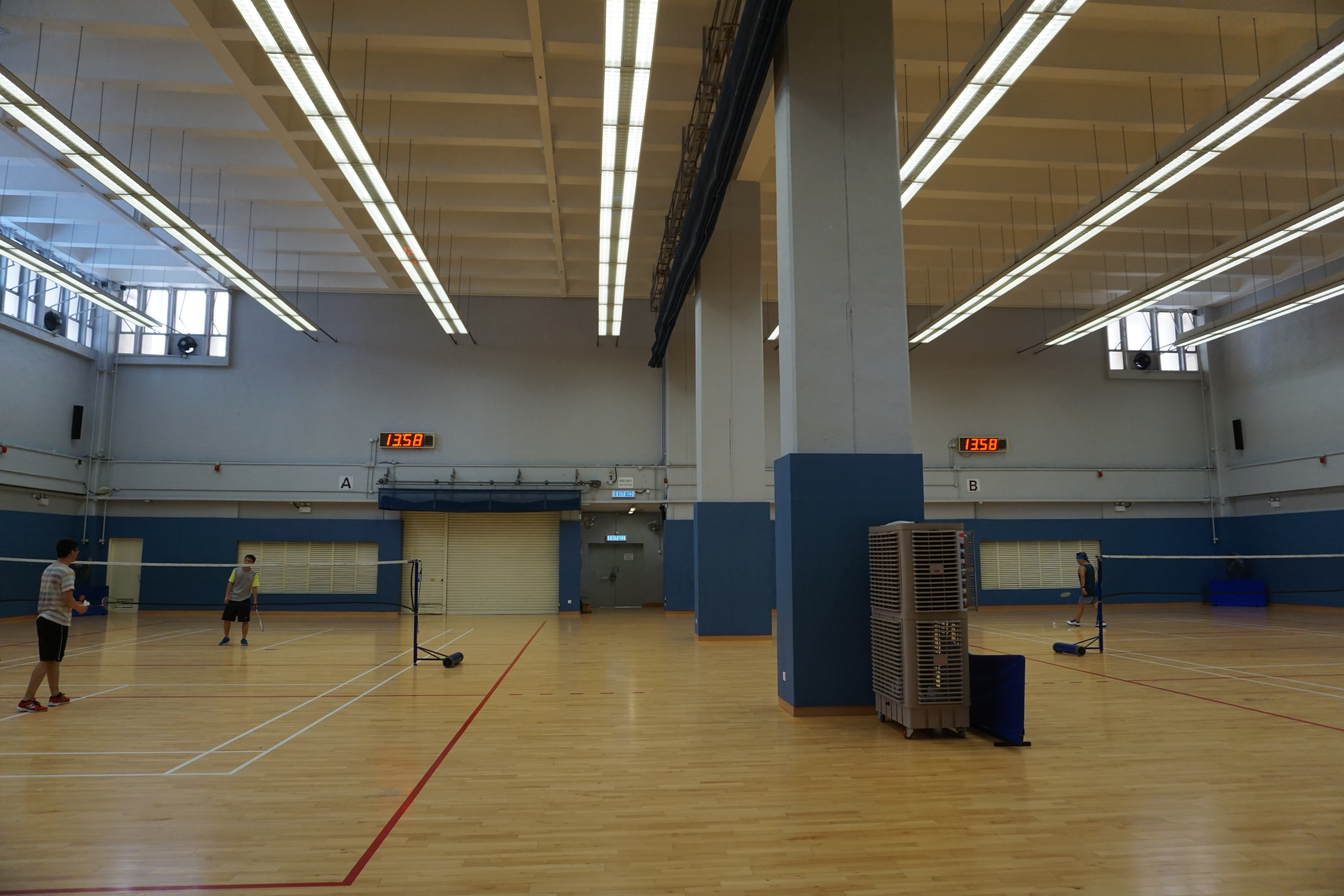
體育館室內環境

## 開放時間
- 每日07:00-23:00（定期保養日除外）

定期保養日為每月第2及第4個星期一的07:00-13:00

## 鄰近
- 港鐵上水站
- 天平邨
- 安盛苑
- 皇府山
- 奕翠園
- 龍琛路體育館
- 上水游泳池

## 外部連結
- 天平體育館